# Brión, La Coruña
Brión là một đô thị của Tây Ban Nha ở tỉnh A Coruña, cộng đồng tự trị Galicia. Đô thị này cách Santiago de Compostela 13 km về phía Tây, giáp các đô thị Ames, Negreira, Outes, Noya, Lousame, Rois và Teo. Brión có diện tích 75 km² và dân số 6.972 người theo điều tra của Viện Thống kê Quốc gia Tây Ban Nha năm 2006.

## Các đơn vị hành chính
Brión được chia thành 9 parroquia:
- Os Ánxeles (Santa María)
- Bastavales (San Xulián)
- Boullón (San Miguel)
- Brión (San Fins)
- Cornanda (Santa María)
- Luaña (San Xulián)
- Ons (Santa María)
- San Salvador de Bastavales (San Salvador)
- Viceso (Santa María)

## Liên kết ngoài

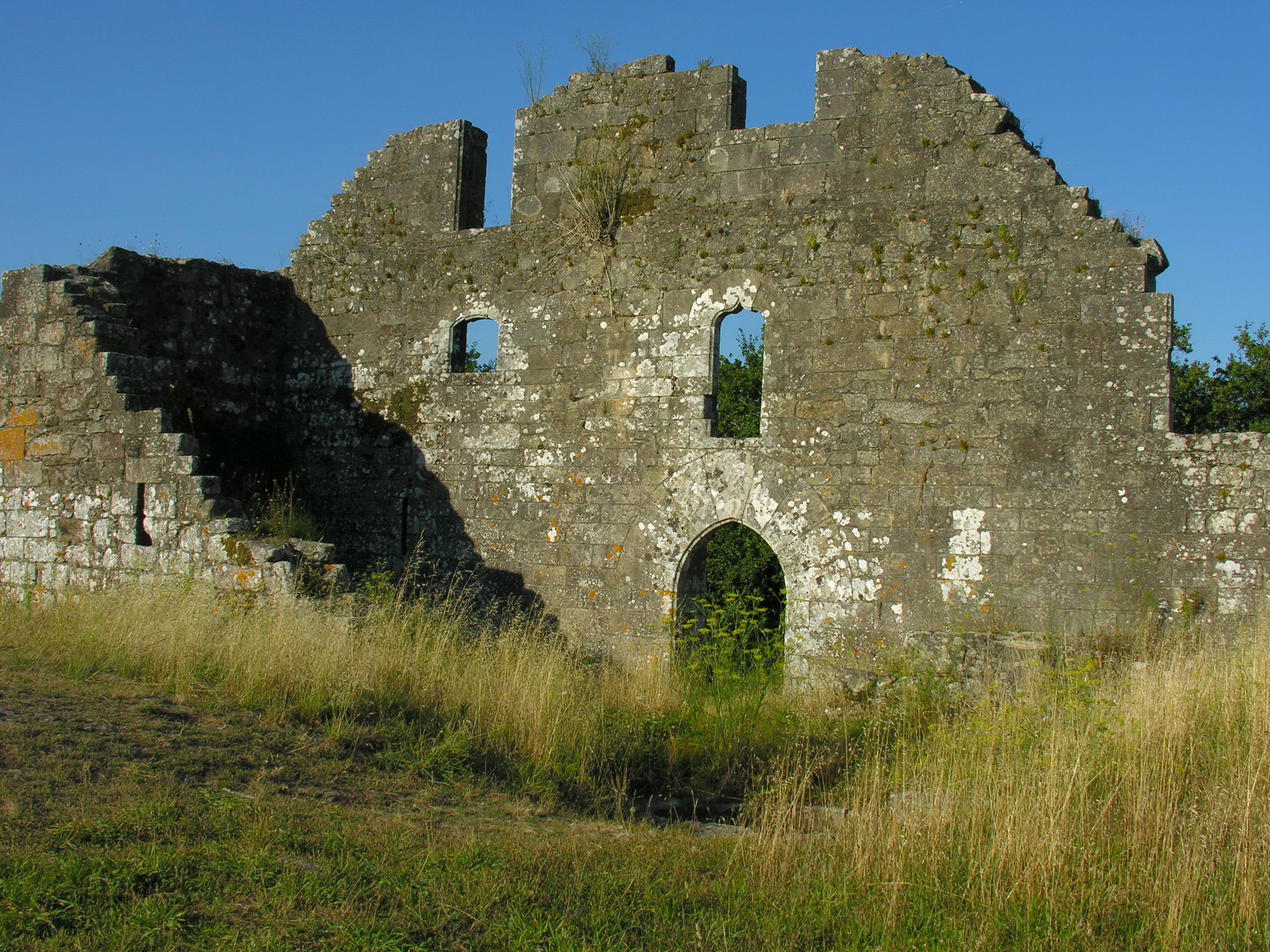
Towers of Altamira in Brión